# Бриџит Мендлер
Бриџит Клер Мендлер (енгл. Bridgit Claire Mendler; Вашингтон, 18. децембар 1992) америчка је глумица, кантауторка и предузетница. Позната је по улози Џулијет ван Хеусен у серији Чаробњаци с Вејверли Плејса (2009—2012), Оливије Вајт у филму Кисела фаца (2011) и Теди Данкан у серији Срећно, Чарли (2010—2014). Издала је студијски албум Hello My Name Is... (2012), који садржи и хит-сингл Ready or Not.

## Биографија
Рођена је у Вашингтону (САД). Са осам година се преселила у Мил Бали, Калифорнија. Док је живела тамо, схватила је да обожава глуму и глумила је у неколико позоришних представа. Када је напунила једанаест година, унајмила је агента који би јој помогао око њеног посла глумице.

## Каријера
Глумачку каријеру је започела са 13 година у сапуници General Hospital. Након тога је тумачила улогу Теди у ситкому Срећно, Чарли (Good Luck Charlie).

## Дискографија
Бриџит је до сада снимила један дебитански поп албум под називом "Hello My Name Is..." који се нашао на броју 30 на Билбордовој листи албума и продао је преко 400.000 копија до сада. Такође је снимила и један еп под називом "Nemesis" који је на почетку требало да буде дебитански албум али када је раскинула са дугогодишњим дечком, Шејном, посветила се писању песама о њиховој вези.

## Филмографија
Серије и филмови у којима је глумила: Чаробњаци са Вејверли Плејса, Срећно, Чарли, Тако случајно!, Срећно, Чарли, Божић је! и Кисела фаца.